# Magašići
Magašići är ett samhälle i Bosnien och Hercegovina.   Det ligger i entiteten Republika Srpska, i den östra delen av landet, 80 km nordost om huvudstaden Sarajevo. Magašići ligger 285 meter över havet och antalet invånare är 545.
Terrängen runt Magašići är kuperad. Närmaste större samhälle är Bratunac, 5,3 km sydost om Magašići. 
Omgivningarna runt Magašići är en mosaik av jordbruksmark och naturlig växtlighet. Runt Magašići är det ganska tätbefolkat, med 67 invånare per kvadratkilometer.